# Artabotrys lanuginosus
Artabotrys lanuginosus là loài thực vật có hoa thuộc họ Na. Loài này được Boerl. mô tả khoa học đầu tiên năm 1903.